# 미국 법률 협회
미국법률협회(美國法律協會, (American Law Institute, ALI))은 미국법의 불확실성과 복잡함을 해소하고 법의 간소화와 보다 나은 사법(司法)의 확보를 목표로 1923년에 설립된 기관으로 법전과 법령을 작성, 공표하는 일을 한다. 1923년 2월 23일 워싱턴 D.C.에서 판사, 변호사, 법과대학 교수 중에서 유력자들이 카네기 재단의 후원을 얻어 설립되었다. 이 학회의 목적은 법의 명료화와 간단화 및 사회적 요청에 대한 법의 보다 나은 적응을 촉진하고 보다 나은 사법을 확보하며, 학문적이고 과학적인 법률연구를 수행한다는 데 있다.
현재 약 2,000명 이상의 변호사, 판사, 법학자로 구성되어 있으며 미국판례법의 통일에 기여하기 위한 불법행위, 계약, 대리권, 제조물책임 등의 평석서인 리스테이트먼트의 제정, 통일법의 제정 그리고 법조인 교육 훈련에 대한 계획을 수립한다. 대표적인 법령으로 미국통일상법전, 모범증거법전(Model Code of Evidence)이 있다.

## 같이 보기
- 미국 변호사 협회